# 首領を殺った男
『首領を殺った男』（ドンをとったおとこ）は、1994年5月14日公開の日本映画である。製作・東映京都撮影所、東映ビデオ、配給・東映。

## 製作
1993年暮れの東映社内会議で岡田茂会長から「あまりに客が入らないからヤクザ映画をやめよう」「当たらないもの、赤字を生むものは作らぬよう」という指示が出た。ヤクザ映画は一定のファンを持ち、ビデオの売上げも良いため、年1～2本の製作が続けられていたが、1993年に公開された『継承盃』『極東黒社会』『修羅場の人間学』が惨憺たる結果に終わり、特に『修羅場の人間学』は記録的な不入りを記録した。事態を憂慮した岡田の発言に一部のマスメディアが「東映がヤクザ路線撤退」と報道し、騒ぎに火が点いた。高岩淡東映社長も「これは岡田会長の励ましの言葉。公式発言ではない」と否定したが、「努力してダメなら決断しなければならない」と話し事態の深刻さを物語った。
これらの発言を受け、1994年1月26日にクランクインしたのが本作だった。京都撮影所では「これが最後かも知れない」と危機感を強め、本社サイドも「これが失敗したらヤクザ映画をやめる」と言明したため、「日本映画最大の路線が30年でピリオドを打つか!?」などとマスメディアが書き立て、日本のマスメディアだけではなく、『ワシントンポスト』までが報道するほど騒ぎが拡大した。関根忠郎東映宣伝部チーフ・プロデューサー率いる宣伝チームは、この騒ぎを逆手にとって《仁義が生きて帰ってきた。ヤクザ30年、男の決算》などと「最後のヤクザ映画」を押し出すキャッチコピーで売り込む抜け目なさで、出演者も「この作品を最後のヤクザ映画にしてはならない」と並々ならぬ意気込みで取り組んだ。

### 撮影
松方が『天才・たけしの元気が出るテレビ!!』に出演中で撮影クルーが松方の姿を追った。松方は大人気で、ロケで松方を見ると見物人が皆笑い、中島貞夫は「ヤクザ映画をやるには辛い」と話した。菅原文太や梅宮辰夫、山城新伍はオファーがないにも関わらず自ら売り込んで出演した。

### ロケ地
- 雲仙温泉
  - 雲仙ロープウェイ、旅亭・半水盧[3]。

### 製作費
5億円。

## 興行
配収4億円以下なら、ヤクザ映画から撤退と会社の方針を明らかにしたが、配収2億円にとどまり惨敗した。松方も頑張って前売り券を売ったがダメだった。

## キャスト
- 宝来蘇鉄：松方弘樹
- ジェーン：田村英里子
- 鳥羽和久：山口達也
- 鳥羽雅世：多岐川裕美
- 朱美：池上季実子
- 隈木安平：川谷拓三
- 大木戸加那：久我陽子
- 医師：桂ざこば
- 遠山正行：白竜
- 寺田：野口貴史
- 結城伸也：成瀬正孝
- 佐治甚吉：大前均
- 杉本忠志：田口トモロヲ
- 末長憲一：志賀勝
- 柳原謙造：綿引勝彦
- 各務達也：中尾彬
- ガラスの兎のオーナー：山城新伍
- 浜田・刑務所内 鉄砲玉・村本：梅宮辰夫
- 千承会組長・駒崎：菅原文太
- 大木戸克彦：夏八木勲

## スタッフ
- 企画：日下部五朗
- プロデューサー：妹尾啓太
- 原案：桂木薫
- 脚本：高田宏治
- 音楽：近藤等則
- 音楽プロデューサー - 高桑忠男
- 主題歌：『悲しみでは終わらない』
  - 作詞：松井五郎
  - 作曲：玉置浩二
  - 編曲：武部聡志
  - 歌：田村英里子
- 挿入歌：『まぼろしの愛でも』
  - 作詞：岩里祐穂
  - 作曲：樫原伸彦
  - 編曲：門倉有希
  - 歌：田村英里子
- 撮影：北坂清
- 美術：井川徳道
- 照明：伊藤昭
- 録音：堀池美夫
- 編集：玉木濬夫
- 助監督：藤原敏之
- 記録：黒川京子
- 擬斗：上野隆三
- スチール：遠藤功成
- 製作協力：東映京都撮影所
- 監督：中島貞夫
- 配給：東映